# Graftombe van de familie Van Rijckevorsel
De graftombe van de familie Van Rijckevorsel is een 19e-eeuws grafmonument in Rijsenburg in de Nederlandse provincie Utrecht.

## Achtergrond
Jacobus Josephus baron van Rijckevorsel was door huwelijk heer van Rijsenburg geworden. Hij liet in 1851 op de begraafplaats achter de door zijn schoonouders gestichte Sint-Petrus'-Bandenkerk een grafkelder aanleggen. Een aantal jaren later gaf hij de beeldhouwer Edouard François Georges opdracht een graftombe te maken, die in 1859 werd geplaatst. Na de laatste bijzetting in 1984, is de grafkelder op verzoek van de familie dichtgemetseld.

## Beschrijving
De rechthoekige arduinen graftombe heeft het uiterlijk van een katafalk, waarover een natuurgetrouw gebeeldhouwd kleed is gedrapeerd. Boven op het geborduurde kleed is aan het hoofdeind het wapen van de familie Van Rijckevorsel afgebeeld. Even lager liggen een bronzen grafkrans met margrietjes en gebladerte en een kruis. Daaronder een inscriptie met de namen van bijgezette familieleden.
Aan de achterzijde van de tombe zijn in brons de letters Alfa en Omega aangebracht. Door het neerklappen van dit deel, kon toegang worden verkregen tot de onderliggende grafkelder.

## Waardering
De graftombe werd in 1968 als rijksmonument in het Monumentenregister opgenomen.